# Зграда Гимназије „Стеван Сремац“ у Нишу
Зграда Гимназије „Стеван Сремац“ у Нишу одлуком Владе Републике Србије проглашена је за споменик културе 1997. године.
Налази се у улици Вожда Карађорђа број 27 у Нишу.

## Архитектура
Зграда је грађена по пројектима архитекте Милорада Рувидића, у периоду између 1912 – 1914. и 1919 – 1922. године. Пројектована је да буде са високим приземљем и спратом. Основа је симетрична са два попречна и подужним трактом са истуреним наглашеним централним ризалитом главне фасаде, организованим симетрично у односу на улазно степениште које води до двокрилних дрвених врата, са чије обе стране су по два прозора у приземљу, док су на спрату три велика лучно завршена и раскошном рељефном декорацијом уоквирена прозора. Прозори у приземљу су лучни, а на спрату архитравни. Угаони делови трактова истурени су и истакнути троугластим забатима са рељефном декорацијом. Зграду карактерише складност и добар однос пропорција масе и детаља, што је резултат академских постулата у пројектовању и еклектичког решења у обради фасадне декорације (одабрани су мотиви немачке ренесансе, са скромним барокним цитатима и елементима сецесије).
Архитектонске вредности овог споменика културе, ауторског дела архитекте Рувидића, њен историјски допринос образовању, науци и култури, чине ово здање посебно значајним.